# Zapadna Moslavina
Zapadna Moslavina nazivana još i Otok Ivanić je povijesno-geografska lokacija u središnjoj Hrvatskoj. Administrativno se nalazi u Zagrebačkoj županiji i obuhvaća općine Kloštar Ivanić, Križ i Ivanić-Grad koji je njezino središte. Zapadna Moslavina se prostire na području između rijeke Lonje, Glogovnice i Česme koja ju dijeli od ostatka Moslavine. 
Na području zapadne Moslavine se nalazi velika koncentracija naftnih polja, drvne industrija i snažno razvijena poljoprivreda.

## Povijest
Otok Ivanić (lat. Insula Ivanich) se prvi puta spominje u listini ugarsko-hrvatskog kralja Ladislava I. iz 1093. Njome kralj Ladislav I. potvrđuje darovanje "Otoka Ivanića" za uzdržavanje biskupima zagrebačkog Kaptola. Zbog opasnosti od Turaka u 16. stoljeću barun Krsto Ungnad je počeo graditi utvrde u Ivanić-Gradu, Kloštru i Križu pa je čitavo područje povezano utvrdama činilo jak sustav obrane. U drugoj polovini 16. stoljeća cijelo to područje prelazi iz posjeda Zagrebačke biskupije u sustav Vojne krajine sve do 1873. Geografski to se područje danas naziva zapadnom Moslavinom.

## Vanjske poveznice
- TZ Zagrebačke županije o otoku Ivanić
- Zaklada otoka Ivanić  Arhivirana inačica izvorne stranice od 27. svibnja 2009. (Wayback Machine)